# Maszyna (film)
Maszyna (ang. The Machine) – brytyjski thriller z gatunku science fiction z 2013 roku w reżyserii Caradoga W. Jamesa. Wyprodukowana przez wytwórnię Content Media.
Premiera filmu miała miejsce 20 kwietnia 2013 podczas Festiwalu Filmowego w Tribece. Jedenaście miesięcy później film odbył się 21 marca 2014 w Wielkiej Brytanii.

## Fabuła
Wielka Brytania jest w stanie zimnej wojny z Chinami. Politycy próbują zaskoczyć przeciwnika militarnym wynalazkiem. Szanse na spełnienie ich ambicji ma maszyna stworzona przez Vincenta McCarthy’ego (Toby Stephens). Robot jest żołnierzem idealnym.

## Produkcja
Zdjęcia do filmu kręcono w Cardiff w Walii oraz w Greenham i hrabstwie Essex w Anglii w Wielkiej Brytanii.

## Obsada
Źródło: Filmweb
- Toby Stephens jako Vincent McCarthy
- Caity Lotz jako Ava
- Denis Lawson jako Thomson
- Sule Rimi jako doktor Giwa-Amu
- Alan Low jako zabójca
- Pooneh Hajimohammadi jako Suri
- Sam Hazeldine jako James
- Helen Griffin jako pani Dawson
- Jade Croot jako Mary
- Jonathan Byrne jako Tim
- Siwan Morris jako Lucy
- John-Paul Macleod jako Paul Dawson
- Joshua Higgott jako doktor James

i inni.

## Nagrody i nominacje
Źródło: Filmweb
| Rok  | Miejsce                         | Nagroda           | Kategoria                 | Odbiorcy i nominowani | Wynik     |
| ---- | ------------------------------- | ----------------- | ------------------------- | --------------------- | --------- |
| 2013 | British Independent Film Awards | Nagroda Specjalna | Nagroda Raindance         |                       | Wygrana   |
| 2013 | British Independent Film Awards | BIFA              | Najlepszy debiut aktorski | Caity Lotz            | Nominacja |